# SMS Árpád
Az SMS Árpád az Osztrák–Magyar Monarchia egyik Habsburg-osztályú pre-dreadnought csatahajója (Schlachtschiff) volt. A hajó a magyar honfoglaló vezérről, Árpádról kapta nevét. Az első világháborút követően a hajó Nagy-Britanniába került, ahonnan továbbadták Olaszországnak.

## Története
A hajót 1899. június 10-én kezdték építeni a trieszti Stabilimento Tecnico hajógyárban. Vízrebocsátására 1901. szeptember 11-én, befejezésére pedig 1903-ban került sor.
Az első világháború alatt SMS Árpád az Osztrák–Magyar Monarchia haditengerészetének negyedik csatahajó-hadosztályában szolgált, így 1915. május 24-én részt vett az egyik legfontosabb olasz kikötő, Ancona ágyúzásában is. Mivel az Otrantói-szorost az antant-hatalmak tartották kezükben, az osztrák-magyar flotta gyakorlatilag be volt zárva az Adriai-tengerre. Mindamellett a hajók jelenléte komoly antant-haderőt kötött le.
1917. december 19-én a cortelazzói (Jesolo) nehézüteget lőtte, ismét egy kötelék tagjaként. 1918 februárjában kivonták a csapatszolgálatból, majd iskolahajóként szolgált, legénységét tengeralattjárós és légi szolgálatra osztották be. A háború után az angolok kapták meg, de továbbadták az olaszoknak, akik 1921-ben szétbontották.

## Külső hivatkozások
- SMS Árpád a Naval History honlapján (angolul)